# 심순경
심순경(沈順徑, 1462년 ~ 1542년)은 조선 전기의 무신이자 공신이다. 본관은 청송. 자는 사준(司遵), 봉군호는 청성군(靑城君)이다. 시호는 호양(胡襄)이다.

## 가계
세조 때 영의정을 지낸 청송부원군(靑松府院君) 심회의 손자로, 내자시 판관 심원의 아들이며, 한성부 우윤 청천군(靑川君) 심한에게 입양되었다. 연산군에 의해 참수된 심순문의 형이다.

## 생애
1492년(성종 23년) 무과에 급제하여, 연산군 때, 선전관을 거쳐 내승(內乘)을 지냈다.
1506년 박원종, 성희안, 유순정 등과 함께 중종반정에 가담하여, 연산군을 폐위시키고 진성대군을 호위하여 중종으로 옹립시켰다. 그리고 연산군을 잡아 강화의 교동도로 압송하였다.
이 공으로 정국공신 2등에 책록되고, 경상우도 절도사를 거쳐, 1508년(중종 3년) 청성군(靑城君)에 봉해졌다.
그 뒤, 충청도 수군절도사를 거쳐, 1512년 함경도 길주목사, 전라도 절도사, 1514년 경상도 병마절도사, 1520년 지변사(知邊事), 1521년 한성부 좌윤 겸 성절사(聖節使), 1525년 경연특진관 겸 포도대장, 1526년 정조사(正朝使)로 명나라 북경에 다녀온 후, 1527년 한성부 좌윤이 되고, 1528년 한성부 좌윤 겸 포도대장이 되었다. 1534년에는 원유사 제조(苑囿司提調)가 되었다.
사후 병조판서에 추증되었다.

## 가족 관계
- 고조부 : 심덕부 - 조선개국공신, 청성백, 정안공, 문하좌정승
  - 증조부 : 심온 - 세종의 국구, 청천부원군, 안효공, 영의정
    - 조부 : 심회 - 익대공신, 좌리공신, 청송부원군, 공숙공, 영의정
      - 양부 : 심한 - 좌리공신, 청천군, 이경공, 한성부 우윤
      - 양모 : 정부인 성주 이씨 - 참판 이사순(李師純)의 딸, 영의정 성산부원군 문경공 이직(星山府院君 文景公 李稷)의 손녀
      - 친부 : 심원 - 내자시 판관, 증 좌찬성
      - 친모 : 증 정경부인 전주 이씨
        - 친형 : 심순도 - 돈녕부 도정
        - 친동생 : 심순문 - 사헌부 장령, 증 영의정
          - 조카 : 심연원 - 위사공신, 청천부원군, 충혜공, 영의정
          - 조카 : 심달원 - 기묘명현, 통례원 좌통례, 증 이조판서
          - 조카 : 심봉원 - 동지돈녕부사, 증 좌찬성
          - 조카 : 심통원 - 좌의정

        - 부인 : 정부인 고령 신씨
          - 아들 : 심희원 - 금산군수, 증 이조참의
          - 아들 : 심흥원 - 진사
          - 아들 : 심인원 - 좌랑
          - 아들 : 심장원
          - 딸 : 양천 허씨 제양군 동지중추부사 허순에게 출가
          - 딸 : 평양 조씨 현감 조욱에게 출가
          - 딸 : 연안 김씨 참봉 김달사에게 출가

## 참조
1. ↑  《중종실록》18년(1523) 6월 26일 5번째 기사
2. ↑  《중종실록》9년(1514) 7월 8일 3번째 기사
3. ↑  《중종실록》15년(1520) 11월 21일 1번째 기사
4. ↑  《중종실록》16년(1521) 8월 10일 1번째 기사
5. ↑  《중종실록》20년(1525) 12월 14일 3번째 기사
6. ↑  《중종실록》22년(1527) 5월 6일 5번째 기사
7. ↑  《중종실록》23년(1528) 7월 3일 5번째 기사
8. ↑  《중종실록》23년(1528) 7월 3일 7번째 기사
9. ↑  《중종실록》29년(1534) 10월 10일 1번째 기사

## 같이 보기
| - 심덕부 - 심온 - 심회 - 심한 | - 심연원 - 심달원 - 심통원 | - 연산군 - 중종 - 정국공신 - 박원종 - 유순정 - 성희안 - 심정 |